# 吉濟夫希納
49°55′7″N 27°36′26″E / 49.91861°N 27.60722°E
吉濟夫希納（烏克蘭語：Гізівщина）是烏克蘭北部的村莊，隸屬日托米爾州的日托米爾區。該村始建於1798年，面積12.9平方公里，海拔高度261米，2001年人口319。人口密度每平方公里24.7人。